# Sabburah
Sabburah (tiếng Ả Rập: صبورة) là một thị trấn ở phía bắc Syria, một phần hành chính của Tỉnh Hama, nằm ở phía đông của Hama và cách Salamiyah 25 km về phía đông bắc, ở rìa phía tây của sa mạc Syria. Các địa phương gần đó bao gồm Aqarib ở phía nam, Mabujah ở phía đông nam và Khunayfis và al-Saan ở phía đông bắc.
Theo Cục Thống kê Trung ương Syria, Sabburah có dân số 7.141 trong cuộc điều tra dân số năm 2004. Đây là trung tâm hành chính của Sabburah nahiyah ("phó huyện") bao gồm 19 địa phương với dân số tập thể là 21.900 người vào năm 2004. Cư dân của nó chủ yếu là Alawites.
Sabburah được thành lập vào những năm 1860 bởi những người di cư Ismaili từ các vùng khác của miền bắc Syria, người đã chọn nơi này vì điều kiện kinh tế tồi tệ ở các khu vực nội địa của Syria, các loại thuế thấp sống ở rìa sa mạc Syria được cung cấp và vị trí gần Ismaili trung tâm Salamiyah. Tuy nhiên, khu định cư đấu tranh để phát triển mạnh, do các mối đe dọa từ bộ lạc Bedouin cư ngụ trong khu vực. Sabburah có một trạm tần số cao cho dịch vụ radio quốc tế.